# Recusatie
Recusatie (Engels: recusancy), ook wel non-conformisme genoemd, was van 1593 tot 1650 het niet bijwonen van kerkdiensten van de Engelse staatskerk, de Kerk van Engeland.
Recusatie was in de genoemde periode strafbaar voor alle onderdanen van de Engelse koning in Engeland en Wales. Iemand die zich schuldig maakte aan recusatie werd een recusant genoemd en kon bestraft worden met boetes, onteigening en gevangenisstraf. Het woord recusatie komt van het Latijnse recusare, hetgeen weigeren betekent, en refereert aan de weigering om zich te voegen naar de praktijken van de staatskerk. Recusatie kon vele oorzaken hebben, maar de belangrijkste oorzaak was onenigheid met de staatskerk over de theologische zaken en de vanuit gewetensbezwaren ingegeven weigering om de staatskerk te erkennen door aan haar praktijken deel te nemen.
Hoewel ook niet-anglicaanse protestanten recusanten waren, wordt de term vooral toegepast op rooms-katholieken die trouw bleven aan het kerkelijk leergezag van de paus in Rome. Zij waren veruit de grootste afzonderlijke groep onder de recusanten en het meest als zodanig herkenbaar. Protestantse recusatie wordt in de geschiedschrijving doorgaans aangeduid met de term non-conformisme en dergelijke recusanten met de term non-conformist of dissident (Engels: dissenter).

## Rooms-katholieke recusatie
De Reformatie in Engeland had een andere oorsprong dan in de rest van Europa, wat ook in het verloop ervan goed terug te zien is. De Reformatie in Engeland kwam niet voort uit een volksbeweging, maar werd van bovenaf opgelegd. Derhalve verliep de Engelse Reformatie langzaam, grillig en stapsgewijs.
In 1517 had Maarten Luther in Duitsland de Reformatie ontketend door 95 stellingen tot hervorming van de christelijke kerk op de deur van de universiteit in Wittenberg te slaan. Oorspronkelijk bedoeld om de Rooms-Katholieke Kerk van binnenuit te hervormen, bleken de tegenstellingen tussen de theologische opvattingen van Luther en de hervormers enerzijds en die van de katholieke kerkleiding anderzijds te groot en de hervormingsbeweging scheidde zich grotendeels af van de Rooms-Katholieke Kerk. Uit deze hervormingsbeweging kwam het lutheranisme voort. De Engelse koning Hendrik VIII was een groot tegenstander van de nieuwe leer en schreef zelfs het tegen de hervormers gerichte geschrift, Verdediging van de Zeven Sacramenten (Latijn: Assertio Septem Sacramentorum), waarvoor hij door paus Leo X beloond werd met de titel Verdediger van het Geloof (Lat.: Fidei Defensor). Echter was er al vanaf de middeleeuwen een spanning geweest tussen de Engelse koningen en de paus over de macht van de paus over kerkelijke, maar vooral wereldlijke zaken in Engeland. Deze spanning kwam opnieuw aan de oppervlakte toen de koning wilde scheiden van zijn vrouw Catharina van Aragon, die hem geen mannelijke erfgenaam geschonken had. De koning probeerde zijn huwelijk door de paus nietig te laten verklaren, maar gesteund door de Habsburgse familieleden van Catharina werd dit verzoek door de paus geweigerd. Ontevreden met de weigering van de paus en met het oog op het verkrijgen van de omvangrijke kerkelijke bezittingen, verklaarde Hendrik in 1534 de Engelse kerk onafhankelijk van de kerk van Rome, deze Kerk van Engeland tot staatskerk en zichzelf tot het hoofd ervan. Zijn belangrijkste minister was de befaamde humanist Thomas More, maar deze werd wegens hoogverraad geëxecuteerd omdat hij trouw wilde blijven aan de Rooms-Katholieke Kerk. De koning week in zijn theologische opvattingen nauwelijks af van de paus en hij bemoeide zich weinig met de theologie van zijn kerk. Hendriks nieuwe vrouw Anna Boleyn had mogelijk lutherse sympathieën. Dit was zeker het geval bij More's opvolger Thomas Cromwell en Cromwell kan dan ook worden gezien als het ware brein achter de Engelse Reformatie in theologische zin. In zijn theologische hervormingen werd Cromwell gesteund door de nieuwe aartsbisschop van Canterbury, Thomas Cranmer. De kloosters werden onteigend en verwoest. De bevolking bleef grotendeels katholiek en zag in de verwoestingen een aanval op geliefde religieuze praktijken. In Lincolnshire brak een katholieke opstand uit, de zogenaamde Pilgrimage of Grace, die werd neergeslagen. In 1540 viel Cromwell in ongenade en werd hij wegens hoogverraad terechtgesteld. De koning wilde nu zijn positie onder religieuze conservatieven consolideren en hield gedurende de rest van zijn regering een hervorming in protestantse richting tegen. Tijdens de heerschappij van Hendrik VIII kan de nieuwe Kerk van Engeland dus gekenschetst worden als zijnde onafhankelijk van het pauselijk leergezag, maar theologisch gezien goeddeels katholiek.
Hendrik trouwde in totaal zesmaal en stelde twee van zijn echtgenotes, Anna Boleyn en Catherine Howard, terecht voor hoogverraad. Zijn derde vrouw, Jane Seymour, stierf in het kraambed nadat zij Hendrik zijn erfgenaam Eduard had gebaard. Eduard werd protestants opgevoed en toen Hendrik in 1547 stierf, werd hij koning onder de naam Eduard VI. Nu kreeg de protestantse partij in Engeland de wind weer in de zeilen en Thomas Cranmer begon met een standaardisering van de anglicaanse theologie en vooral liturgie. In 1549 stelde hij het Book of Common Prayer samen, een gebedenboek dat de kern zou vormen van de nieuwe Anglicaanse liturgie. De publicatie van het boek stuitte op veel weerstand in het land omdat de nieuwe liturgie in plaats zou komen van de Heilige Mis en in Cornwall werd een opstand van rooms-katholieken neergeslagen. Koning Eduard was ziekelijk en de troonopvolging hing als een donkere wolk boven zijn heerschappij. Zijn halfzussen Maria en Elizabeth waren dochters van respectievelijk Catharina van Aragon en Anna Boleyn en waren aanvankelijk door Hendrik uitgesloten van de troonopvolging wegens het uit de gratie raken van hun moeders. Voor zijn dood echter had Hendrik beide weer, achter Eduard, opgenomen in de troonopvolging. Net als haar moeder was Maria rooms-katholiek, terwijl Elizabeth een aanhanger was van het nieuwe geloof. Maria had voorrang over Elizabeth, hetgeen de hervormers aan het hof zorgen baarde. Op 6 juli 1553 stierf de jonge koning op 15-jarige leeftijd. Onder zijn heerschappij had de Kerk van Engeland zich in protestantse richting ontwikkeld. Nu de koning was overleden probeerden de hervormers te voorkomen dat Maria aan de macht zou komen door een nicht van de koning naar voren te schuiven als koningin, Jane Grey. Haar claim op de troon was echter zwak en Maria verkreeg al snel steun van vooraanstaande edelen en het volk, waarna ze als Maria I aan de macht kwam. Jane Grey werd terechtgesteld. Maria draaide de hervorming terug en plaatste de Engelse kerk weer onder het pauselijk leergezag en benoemde bisschoppen die Romegezind waren. Het aantal protestanten was in aantal toegenomen en Maria begon hen onder beschuldiging van ketterij te vervolgen. Op buitenlands gebied was het Maria's bedoeling om de Engelse belangen aan te laten sluiten bij die van haar Habsburgse familieleden. Zij trouwde in 1554 met haar verre neef Filips II van Spanje. De Engelse adel en het volk keurden het huwelijk af omdat zij vreesden dat Engeland zijn zelfstandigheid zou verliezen aan het machtige Spanje. Tezamen met de protestantenvervolgingen leidde het huwelijk tot het tanen van Maria's populariteit. In 1558 overleed ze kinderloos aan eierstokkanker en werd ze opgevolgd door haar halfzus Elizabeth I. De Kerk van Engeland was onder Maria weer terug onder pauselijk leergezag geplaatst en was dus feitelijk opnieuw een kerkprovincie van de Rooms-Katholieke Kerk geworden.
In 1559 trachtte Elizabeth de godsdienstkwesties die Engeland verdeelden te regelen en rust terug te brengen in haar koninkrijk. Tot ongenoegen van de rooms-katholieken verklaarde Elizabeth de Kerk van Engeland opnieuw onafhankelijk van Rome, werd ze opnieuw hoofd van de kerk en werd een protestantser Book of Common Prayer ingevoerd. Het katholiek gekleurde Hogerhuis zorgde er wel voor dat geloof in de transsubstantiatie, een essentieel onderdeel van de katholieke theologie, niet in strijd met de leer van de Kerk van Engeland werd verklaard. Het belijden van het katholieke geloof in de privésfeer werd niet bestraft, maar het werd wel verboden om de Mis te vieren. Het akkoord kon rekenen op de goedkeuring van een groot deel van de bevolking waardoor het protestantisme nu definitief vaste voet aan de grond kreeg. Wel waren er katholieke missionarissen actief en bleef het aantal katholieken aanzienlijk. Voor het eerst werd recusatie zichtbaar als fenomeen. Tot 1570 konden katholieken aldus een precair evenwicht bewaren tussen de trouw aan het katholieke geloof en de trouw aan hun vorstin. In het najaar van 1569 brak er een opstand uit in het noorden van Engeland, de Rising of the North, onder leiding van katholieke edelen. Hun doel was om Elizabeth af te zetten en te vervangen door Maria I van Schotland, de rechtmatige erfgename van de kinderloze Elizabeth en rooms-katholiek. De opstand mislukte, al werd deze gesteund door paus Pius V in de vorm van de encycliek Regnans in Excelsis. In deze encycliek excommuniceerde de paus Elizabeth, noemde hij haar troonsbestijging onwettig en ontsloeg hij katholieken in Engeland en Wales van hun trouw aan de vorstin. Geschrokken door de opstand beschouwde Elizabeth deze encycliek als een bedreiging van haar macht en gesteund door haar protestantse raadgevers werd nu een actieve vervolging tegen het katholicisme ingesteld. Het werd nu verboden om katholiek priester te worden of deze te herbergen. Priesters en leken die zich hieraan schuldig maakten, werden gevangengenomen en vaak ook ter dood gebracht. De nieuwe periode van vervolging greep zwaar in in de katholieke gemeenschap die steeds moeilijker het katholieke geloof kon combineren met trouw aan het eigen land. Veel katholieken haakten onder druk van de vervolgingen af en bekeerden zich tot het anglicanisme, terwijl de overgebleven katholieken radicaliseerden. Ondanks de vervolging toonde het Engelse katholicisme vitaliteit. Katholieke ballingen richtten in Dowaai in het Franse Artesië een eigen universiteit en priesteropleiding op en er werd aldaar een Engelstalige katholieke bijbel geschreven, de Douai-Rheims Bible. Veel Engelse katholieken die Engeland ontvluchtten kwamen op deze universiteiten terecht en werden er tot priester opgeleid. De nieuwe katholieke instellingen werden bastions van de jezuïeten en veel van de opgeleide priesters werden jezuïet. Deze orde zwoer absolute gehoorzaamheid aan de paus en had de reputatie goedopgeleide intellectuelen voort te brengen en te beschikken over een missionaire geloofsijver. Veel van Engelse jezuïeten riskeerden hun leven door terug te keren naar Engeland en daar in het geheim de Mis te lezen en het geloof te prediken. Hierbij werden zij geholpen door katholieke edelen, die hun kastelen en buitenhuizen openstelden, maar ook leken boden hun zolders aan om de Mis te vieren. Omdat het gevaarlijk was om priesters onderdak te geven werden er in de loop van de jaren soms zeer geavanceerde schuilplaatsen voor priesters gebouwd, zogenaamde priest's holes. Dergelijke schuilplaatsen waren er ook voor katholieke gewaden en andere benodigdheden om de Mis te vieren. Ondanks deze voorzorgsmaatregelen werden veel katholieke priesters opgepakt en terechtgesteld. Bekende jezuïeten als Edmund Campion, Robert Southwell en anderen zouden later heilig worden verklaard en bekend komen te staan als de veertig martelaren van Engeland en Wales. Sinds 1570 nam het aantal katholieke samenzweringen tegen Elizabeth toe zoals het Ridolficomplot in 1570, het Throckmortoncomplot in 1583 en het Babingtoncomplot in 1586. Al deze samenzweringen hadden tot doel Elizabeth om te brengen en de troonsbestijging van Maria van Schotland mogelijk te maken. In 1588 stelde Elizabeth Maria Stuart terecht, wat voor Filips II van Spanje het signaal was om Engeland binnen te vallen om als weduwnaar van Maria I van Engeland zijn eigen claim op de troon kracht bij te zetten. De invasie zou met behulp van een grote oorlogsvloot, de Armada, geschieden, maar de vloot werd vernietigend verslagen door een Engels-Nederlandse vloot onder leiding van Francis Drake. De katholieken in Engeland werden nu aangemerkt als landverraders en de vervolgingen bereikten een hoogtepunt. In het kader van deze gebeurtenissen moet ook het edict van 1593 gezien worden waarin Elizabeth alle recusatie strafbaar stelde en extra verordeningen tegen katholieke recusanten aannam. Elizabeth stierf in 1603 en werd opgevolgd door de protestantse zoon van Maria Stuart, Jacobus VI van Schotland, die de Engelse troon besteeg onder de naam Jacobus I. Elizabeth I had de protestantse hervorming in Engeland zeker gesteld. De bevolking was nu in meerderheid anglicaans en de onanfhankelijkheid van de Kerk van Engeland jegens de paus was nu gewaarborgd. De theologie en liturgie van de anglicaanse kerk had vormen aangenomen die tot op de dag van vandaag zichtbaar zijn en die gekenmerkt kunnen worden als een via media, dat wil zeggen dat deze het midden houdt tussen katholicisme en protestantisme.
Onder Jacobus I leken de vervolgingen jegens katholieken in eerste instantie af te nemen, maar op 5 november 1605 werd een aanslag op het Parlement en de koning door katholieke recusanten voorkomen. De samenzwering werd bekend als het Gunpowder Plot omdat de samenzweerders het parlement met buskruit wilden opblazen. De leider van de samenzwering was de befaamde Guy Fawkes, wiens stropop nog altijd elke 5e november tijdens Guy Fawkes Night wordt verbrand. Opnieuw werd het katholicisme geassocieerd met verraad en gedurende een groot deel van de 17e eeuw bleef het antikatholicisme zeer sterk onder de Engelse bevolking. Tijdens de Engelse Burgeroorlog waren de katholieken, met name in Ierland, koningsgezind en nadat koning Karel I onthoofd werd in 1649 werden er zware sancties opgelegd aan katholieken in Ierland door de zegevierende leider van de parlementaire partij. Oliver Cromwell. Oliver Cromwell herriep in 1650 de strafbaarstelling van recusatie voor alle niet-katholieken, maar voor katholieken bleef recusatie wel strafbaar. Na Cromwells dood in 1658 werd in 1660 de monarchie hersteld en werd Karels zoon Karel II koning. Hoewel formeel anglicaan, had deze koning in het privé veel sympathie voor het rooms-katholicisme en liet hij zich op zijn sterfbed in 1682 dopen. Deze sympathieën deden de angst voor het katholicisme in het hof en onder het volk opnieuw oplaaien. Karels broer en opvolger Jacobus II liet het niet bij sympathie en bekeerde zich openlijk tot het rooms-katholicisme. Toen hij in 1688 vader werd van een katholieke zoon, werd er door protestantse notabelen een staatsgreep gepleegd ten gunste van Jacobus' protestantse dochter Maria Stuart. De staatsgreep slaagde met hulp van Maria's echtgenoot, de Nederlandse stadhouder Willem III. Willem III werd ook koning van Engeland en vocht tegen Jacobus II en zijn aanhangers in Ierland en in 1690 wist Willem hen beslissend te verslaan in de Slag aan de Boyne. Om een katholieke wederopstanding in de toekomst te voorkomen, werd in 1702 de Act of Settlement ingevoerd die katholieken alsmede echtelieden van katholieken uitsloot van de troonopvolging. De katholieken in Ierland werd nu definitief deelname aan het bestuur aldaar ontzegd. In de 18e eeuw ontspande de situatie zich langzaam en werd het leven voor katholieken in Groot-Brittannië draaglijker. Antikatholieke wetgeving werd niet meer zo stevig gehandhaafd en apostolisch vicaris Richard Challoner kreeg zelfs de mogelijkheid om de Rooms-Katholieke Kerk in Engeland en Wales beter te organiseren. Antikatholieke gevoelens waren nog niet verdwenen en laaiden met enige regelmaat op, zoals in 1715 en 1745 tijdens de opstanden van de jakobieten die de Stuart steunden en veel katholieken onder hun leden konden rekenen. De laatste grote uiting van antikatholicisme vond plaats in 1780 toen de Gordon Riots uitbraken als gevolg van de poging van koning George III om katholieken het recht te geven om in het leger dienst te nemen en bepaalde posten te bekleden. De regering achtte dit noodzakelijk omdat Groot-Brittannië in oorlog was met Frankrijk en ook te maken had met de Amerikaanse Onafhankelijkheidsoorlog in de Amerikaanse koloniën, waardoor er meer mankracht nodig was. Begin 19e eeuw werd er meer antikatholieke wetgeving herroepen en in 1829 werd de laatste antikatholieke wetgeving herroepen in de katholieke emancipatie.

## Protestants non-conformisme
Katholieke recusanten wezen de staatskerk af omdat ze zich tegen de Reformatie als zodanig keerden, maar er waren ook protestanten die de Kerk van Engeland afkeurden omdat ze de Reformatie in Engeland niet ver genoeg vonden gaan en de kerk daardoor te veel aansloot bij het rooms-katholicisme. Veel van deze protestanten waren aanhangers van een gereformeerde theologie die gebaseerd was op de denkbeelden Johannes Calvijn en Huldrych Zwingli. Een belangrijke steen des aanstoots voor deze protestantse groepen was het feit dat de Kerk van Engeland, in navolging van de Rooms-Katholieke Kerk, door bisschoppen werd bestuurd en niet door gemeenten. Een onderscheid moet worden gemaakt tussen de puriteinen, die weliswaar kritisch en antikatholiek waren maar binnen de Kerk van Engeland bleven, en andere groepen die ware dissenters waren en zich in de loop van de tijd afscheidden van de Kerk van Engeland. Puriteinen zijn daarom geen recusanten, maar neigden wel naar non-conformisme. Hoewel dissenters door hun pluriformiteit anders dan katholieken niet unaniem met landverraad werden geassocieerd en non-conformisme niet met de dood werd bestraft, werden dissenters wel gehinderd in het uitoefenen van hun godsdienst. Zo werden non-conformistische predikers binnen de staatskerk geschorst en werden congregationalistische groepen omdat ze de bisschoppelijke structuur afwezen gezien als potentiële tegenstanders van de staatskerk. Verder waren er ook non-conformistische groepen met voor die tijd radicale denkbeelden, zoals de wederdopers en de Quakers. Beide groepen waren sterk afkerig van dogmatiek en sterk pacifistisch, wat een gevaar vormde voor de militaire macht van de staat, en de egalitaire wederdopers hadden in 1534 een fundamentalistische en voor die tijd revolutionaire Wederdopersrepubliek gesticht in Münster. Nadat deze republiek een jaar later vernietigd was, werden de wederdopers voor lange tijd als bedreiging voor de openbare orde gezien.
Als reactie op vervolging en discriminatie emigreerden veel non-conformisten begin 17e eeuw naar het buitenland, vooral naar de Republiek der Zeven Verenigde Nederlanden, en naar de Nieuwe Wereld. Een bekende non-conformistische groep die dit pad volgde waren de Pilgrim Fathers. Na een kort verblijf in Nederland charterden zij in 1620 het schip de Mayflower en stichtten zij de Plymouth Colony. Ook andere individuele geloofsgroepen die naar de Engelse koloniën emigreerden kleurden in hoge mate de religieuze samenstelling van de verschillende koloniën. Virginia was grotendeels anglicaans, Pennsylvania werd gesticht door de Quakers terwijl Maryland en Rhode Island een hoog percentage rooms-katholieken kenden. Sommige van deze koloniën hadden officiële kerken, andere niet. Zo was de Kerk van Engeland de officiële kerk van Virginia en in de Plymouth Colony hadden de Pilgrims hun eigen congregationalistische kerk uitgeroepen tot officiële kerk. Zij begonnen religieuze minderheden te vervolgen, zoals ook zij eerst vervolgd waren. Maryland, Pennsylvania en Rhode Island hadden geen officiële kerk en werden gekenmerkt door een verregaande mate van godsdienstvrijheid.
In Engeland leidden conflicten tussen het parlement en de koning over de koninklijke macht en de spanningen tussen de staatskerk en de overgebleven non-conformisten tot de Engelse Burgeroorlog. De aanhangers van de koning waren van voorstanders van het goddelijk recht tot regeren en van een bisschoppelijke bestuur van de Kerk van Engeland. Doordat hun opvattingen relatief dicht bij het katholicisme lagen kregen zij ook de steun van veel katholieken, vooral uit Ierland. De aanhangers van het parlement, geleid door de puritein Oliver Cromwell, waren congregationalisten en theologisch gereformeerd. Zij kregen de steun van de puriteinen en andere non-conformisten. Tevens konden zij rekenen op de steun van het presbyteriaanse Schotland. Door de anarchie van de oorlog konden allerhande non-conformistische groepen gedijen en werden veel nieuwe groepen opgericht. Bekende groepen waren de Diggers, die bekendstonden als agrarische christencommunisten, en de Ranters, die het concept van moraliteit afwezen. Na de overwinning van de parlementairen stond Cromwell in 1650 de recusatie door non-conformisten toe, maar werden de Diggers en de Ranters vanwege hun radicalisme vervolgd en vernietigd. Ook mochten de rooms-katholieken niet vrij belijden. De Kerk van Engeland werd tijdens Cromwells bewind langs presbyteriaanse lijnen bestuurd, maar het idee van een stricte doctrine werd door Cromwell losgelaten zodat de kerk pluriformer van karakter zou zijn. De terugkeer van de koning in 1660 leidde tot het intrekken van sommige rechten die de non-conformisten verworven hadden en de Kerk van Engeland kreeg haar bisschoppen en doctrines terug. Wel behielden non-conformisten meer rechten dan ze voor de oorlog hadden gehad. In 1687 verleende de Declaration of Indulgence van koning Jacobus II hen tolerantie, net als aan de katholieken. Toen de Glorious Revolution daar in 1688 een einde aan maakte, had de antikatholieke overheid behoefte aan meer draagvlak onder de bevolking. In 1689 werd de Act of Toleration ingevoerd, die verwijzingen naar de staatskerk schrapte uit de Oath of Supremacy en de Oath of Allegiance. Slechts het bevestigen van het geloof in de drie-eenheid en het afwijzen van de transsubstantiatie werd gehandhaafd, hetgeen alleen problematisch was voor rooms-katholieken en niet-trinitaire christenen. Met de gelijkberechtiging kwam de protestantse recusatie ten einde.

## Bekende recusanten

### Rooms-katholiek
- Anthony Babington, leider van het Babingtoncomplot.
- William Byrd, componist.
- George Calvert en zijn nazaten, stichters van Maryland.
- Edmund Campion, jezuïet.
- Robert Catesby, samenzweerder in de Gunpowder Plot.
- Richard Challoner, apostolisch vicaris in de 18e eeuw.
- Guy Fawkes, soldaat en samenzweerder in de Gunpowder Plot
- de hertogen van Norfolk, belangrijkste katholieke (adellijke) familie van Engeland.
- Alexander Pope, dichter.
- William Shakespeare, toneelschrijver en dichter. Onbevestigd, maar waarschijnlijk door familiebanden met katholieke recusanten.
- Robert Southwell, jezuïet.
- Francis Throckmorton, leider van het Throckmortoncomplot.
- Christopher Wright, samenzweerder in de Gunpowder Plot.
- John Wright, samenzweerder in de Gunpowder Plot.

### Protestants
- William Penn, Quaker en stichter van Pennsylvania (Lat. het bos van Penn).
- Pilgrim Fathers, non-conformisten uit Scrooby en stichters van de Plymouth Colony in Massachusetts.
- Gerrard Winstanley, leider van de Diggers.